# Madagascar nos Jogos Olímpicos de Verão de 1964
Madagascar competiu nos Jogos Olímpicos pela primeira vez nos Jogos Olímpicos de Verão de 1964 em Tóquio, Japão.